# 塚野路哉
塚野 路哉（つかの みちや、1981年 - ）は、日本の建築家、研究者。
博士（工学）。一級建築士。広島女学院大学准教授。

## 略歴
- 宮崎県串間市生まれ
- 宮崎県立宮崎南高等学校卒業
- 広島大学大学院修了
- 建築家窪田勝文に師事
- Artist in Residence Krems(オーストリア) 所属
- 現在、広島女学院大学にて塚野研究室を主宰

## 概要
- イギリスの建築賞AR House Awardsにて、日本人で初めて世界一を受賞

## 受賞
- 2005年（平成17年） - Designtope International Competition / 優秀賞
- 2009年（平成21年） - ウィークエンドホームズ設計競技 / 最優秀賞
- 2012年（平成24年） - 第31回鹿島出版会SDレビュー / 入選
- 2013年（平成25年） - Bauwelt Prize 2013 / Engere Wahl
- 2013年（平成25年） - It’s LIQUID International Contest Second Edition 2012 / Architecture category Winner
- 2013年（平成25年） - International Design Awards 2012 / Silver Prize
- 2013年（平成25年） - Fair Contrast "Best of White" of Frame Publishers / １位
- 2013年（平成25年） - AR House Awards / First Prize
- 2013年（平成25年） - MA PRIZE 2013 / Honorable Mentions
- 2013年（平成25年） - NEXT LANDMARK 2013 / Mentions
- 2013年（平成25年） - WAN AWARDS House of the Year 2013 / Commended
- 2013年（平成25年） - London International Creative Competition 2013 / Shortlist
- 2014年（平成26年） - International Design Awards 2013 / Bronze Prize
- 2014年（平成26年） - ai Project of the Year International Competition 2013-2014 / Honorary Mention
- 2015年（平成27年） - Daylight Spaces 2014 / Winner
- 2015年（平成27年） - International Design Awards 2014 / Silver Prize
- 2015年（平成27年） - 2A Asia Architecture Award / Third Place
- 2015年（平成27年） - 2A Asia Architecture Award / Second Place
- 2015年（平成27年） - NEXT LANDMARK 2015 / Best 13
- 2016年（平成28年） - International Design Awards 2015 / Honorable Mention
- 2016年（平成28年） - International Design Awards 2015 / Gold Prize
- 2018年（平成30年） - MINIMAL is MAXIMAL (Architects of the Year 2018) / 入選

## 主な建築作品
- 2012年　house-T
- 2012年　house-ino
- 2014年　pont mutin

## 著作

### 単著
- 『解きながら学ぶ 構造力学』（学芸出版社、2021年）（ISBN:4761527889）

### 論文
- 「前川國男の屋上庭園に関する研究」（博士論文、2017年）